# Ou Andoung
Ou Andoung es una comuna (khum) del distrito de Salá Krau, en la provincia de Pailín, Camboya. En marzo de 2008 tenía una población estimada de 5902 habitantes.
Se encuentra ubicada al noroeste del país, en la zona de los montes Cardamomo y junto a la frontera con Tailandia.